# Трагедия на Эвересте (1996)
Трагедия на Эвересте (1996) — массовая гибель альпинистов 10—11 мая 1996 года во время восхождения на гору Эверест. В результате непогоды и ошибок организации экспедиций погибли восемь человек, включая опытных гидов и участников коммерческих групп. Это происшествие стало одним из самых трагичных эпизодов в истории альпинизма и широко освещалось в СМИ.

## Ход событий
Весной 1996 года несколько коммерческих и национальных экспедиций одновременно совершали восхождение на Эверест.  10 мая значительное число альпинистов отправились к вершине, однако погодные условия резко ухудшились. На высотах выше 8000 м («зона смерти») группа оказалась застигнута снежной бурей.
Из-за задержек при подъёме, нехватки кислорода и дезорганизации многие альпинисты не успели вернуться в лагерь до наступления ночи.

## Погибшие
Всего погибло восемь человек:
- Роб Холл — новозеландский гид, руководитель компании Adventure Consultants;
- Дуг Хансен — клиент экспедиции Холла;
- Ясуко Намба — японская альпинистка, старейшая женщина, покорившая Эверест на тот момент;
- Скотт Фишер — американский гид, руководитель Mountain Madness;
- Четыре индийских альпиниста (включая Цеванга Палджора), погибшие на северном склоне.

## Последствия
Трагедия вызвала широкий общественный резонанс. Она привлекла внимание к проблеме коммерциализации восхождений на Эверест, перегруженности маршрутов и недостаточной подготовки клиентов.
События подробно описаны в книге американского журналиста Джона Кракауэра Into Thin Air («В разреженном воздухе»), который участвовал в восхождении, а также в ряде документальных фильмов и художественных экранизаций (например, фильм Everest 2015 года).